# 変身OLアラシ
『変身OLアラシ』（へんしんオーエルアラシ）は、目白花子による日本の漫画作品。

## 概要
『FEEL YOUNG』（祥伝社）において、1997年から1997年まで連載された。

## あらすじ
嵐千春は3頭身の冴えない容姿のOL。実は彼女は元は7頭身美女の「里美」という女性だったが、複数の男性と交際し金品を騙し取る悪女だった。その里美は1990年12月24日にかつて交際していた男性に殺害されてしまい、死後の世界において「こんな性根の腐った女をこのまま霊界に受け入れるわけにいかない」と言われてしまい、「嵐千春」として現世で修行を積むように命じられる。

## 登場人物
嵐千春(あらし ちはる)(里美)
「里美」時代は7頭身のダイナマイトボディの美女で、その容姿で複数の男性達を手玉に取る悪女だったが、それが原因で以前交際していた男性に刺殺されてしまい、死後の世界での裁きの場で生前の悪行を糾弾され、「現世での修行」を命じられる。
「嵐千春」としてのプロフィールは身長160cm、スリーサイズは全て100cmの3頭身でメガネをかけている。その冴えない容姿のせいか職場では男性・女性社員たちから共にバカにされているが、中の人格は「里美」のままなので、理不尽な嫌がらせを受けた際にはきっぱりと言い返すなど強気な面はある。また千春のメガネを外すと里美の姿に3分間だけ戻る事ができる。
藤ミネコ(ふじ みねこ)
千春の同僚女性。男性上司からのセクハラ被害に悩んでいた所を千春に救われる。優しい性格の美人だが、気弱な面があり、そうした弱さが災いして前述のセクハラ被害や、ある女性社員に弱みを握られ千春イジメに加担させられそうになるなどしている。千春に救われた事を機に千春と友達になりたいと思っている。母子家庭で母親と2人暮らし。

## 書誌情報
目白花子 『変身OLアラシ』 祥伝社〈FEELコミックス〉、全2巻
- 1巻、1997年8月27日発行、ISBN 4-39-676169-4
- 2巻、1998年5月15日発行、ISBN 4-39-676181-3